# Polar 3
Polar 3 war ein Forschungsflugzeug des Typs Dornier 228 des Alfred-Wegener-Instituts (AWI). Es hatte seinen Erstflug am 28. September 1984, wurde am 16. Oktober 1984 an das AWI ausgeliefert und am 24. Februar 1985 südlich der Ortschaft El Argoub über der Westsahara abgeschossen. In der Antarktis wurde die Polar-3-Halbinsel nach dem Flugzeug benannt.

## Beschreibung
Polar 3 gehörte zu einer Flotte von vier zweimotorigen Flugzeugen der Muster Dornier 128 (Polar 1) und Do 228 (Polar 2, 3 und 4), die das AWI seit 1983 bzw. 1984 betrieb. Alle Flugzeuge waren kältetauglich und mit Spezialausrüstungen versehen. Wie ihre drei Schwesterflugzeuge war Polar 3 mit Rad-Skifahrwerken, spezieller flugtechnischer Ausrüstung, verstärkten Generatoren, Zusatztanks, Enteisungsanlagen an Propellern und Tragflächen sowie einer für arktische Temperaturen ausgelegten Isolierung des Innenraums ausgestattet. Moderne Navigationssysteme machten einen Blindflug sowie Landungen unter sogenannten Whiteout-Bedingungen möglich, bei denen das gesamte Sichtfeld weiß ist.

## Auftrag
Die Polar 2 und 3 nahmen im Auftrag des AWI und der BGR an der deutschen Antarktis-Expedition GANOVEX IV teil. Beide Flugzeuge starteten am 16. Oktober 1984 gemeinsam in Richtung Antarktis. Ziel des Fluges war die deutsche Forschungsstation Gondwana am Rossmeer, die sie am 19. November 1984 erreichten. Wie bei den drei vorangegangenen Expeditionen sollten vor allem geophysikalische Forschungen durchgeführt werden. Auf Flügen mit einer Gesamtlänge von 48.000 km konnten 165.000 km² mit Radar vermessen werden. Beide Maschinen überquerten als erste deutsche Flugzeuge die Antarktis.

## Abschuss
Polar 3 befand sich am 24. Februar 1985 zusammen mit dem baugleichen Flugzeug Polar 2 auf dem Rückflug aus der Antarktis nach Deutschland. Nach einem Stopp in Dakar (Senegal) waren die Flugzeuge auf dem Weg nach Arrecife, Lanzarote (Kanarische Inseln), als die Polar 3 von Mitgliedern der Frente Polisario aus der Demokratischen Arabischen Republik Sahara mit einer Rakete aus 2750 Metern Höhe abgeschossen wurde. Bei dem Absturz kamen der Kapitän Herbert Hampel, der Copilot Richard Möbius und der Mechaniker Josef Schmid ums Leben.
Die Frente Polisario nannte den Abschuss später „ein bedauerliches Versehen“. So soll das Flugzeug mit einem marokkanischen Aufklärungsflugzeug ähnlichen Typs verwechselt worden sein. Unklar blieb, warum die Flugsicherung in Dakar, die in dem Bereich, in dem das Flugzeug abgeschossen worden war, für den Luftraum über der Westsahara zuständig ist, den beiden Flugzeugen des AWIs keine andere Flugroute zugewiesen hatte.